# 태조 왕건 (드라마)
《태조 왕건》(太祖王建)은 2000년 4월 1일부터 2002년 2월 24일까지 방송한 사극이다.

## 방송 시간
| 방송 채널 | 방송 기간                        | 방송 시간                         |
| --------- | -------------------------------- | --------------------------------- |
| KBS 1TV   | 2000년 4월 1일 ~ 2000년 4월 30일 | 매주 주말 밤 9시 50분 ~ 10시 40분 |
| KBS 1TV   | 2000년 5월 6일 ~ 2002년 2월 24일 | 매주 주말 밤 9시 45분 ~ 10시 35분 |

## 제작진
- 연출 : 김종선
- 극본 : 이환경
- 해설 : 김종성
- 촬영 : 지한규, 우성주
- 조명 : 이형운
- 편집 : 민병호
- 음악 지휘 : 임택수
- 작곡 : 김동성
- 무술감독 : 이영수

## 등장인물

### 주인공
- 최수종 : 고려 태조 왕건 역 (아역 오현철)

### 주요 인물
- 김영철 : 태봉 태조 궁예 역 (아역 맹세창)
- 서인석 : 후백제 태조 견훤 역

### 신라 인물

#### 후삼국 정립 전
- 이근우 : 헌안왕 역 (신라 47대)
- 이성용 : 경문왕 역 (신라 48대)
- 김진화 : 헌강왕 역 (신라 49대)
- 신용규 : 정강왕 역 (신라 50대)
- 노현희 : 진성여왕 역 (신라 51대)
- 김주영 : 김위홍 역
- 신종섭 : 김민공 역
- 김효원 : 김효종 역
- 최정원 : 문의왕후 김씨 역
- 강양화 : 차비 김씨 역
- 박민아 : 궁인(궁예의 생모) 역
- 국정환 : 왕실 일관 역
- 연운경 : 왕실 유모 역
- 배미자 : 김위홍의 정실 부호부인 역
- 박경득 : 김집사 역
- 김종구 : 영기 역
- 김성수 : 최치원 역
- 장인한 : 왕거인 역
- 함석훈 : 서라벌 근교 도적 마석두 역
- 김준모 : 미다부리정 군관 역
- 김원배 : 신라장군 최부장 역
- 양재성 : 금성(나주) 태수 역
- 김경하 : 무진주 도독 역

#### 후삼국 정립 후
- 한근욱 : 효공왕 역 (신라 52대)
- 김건호 : 신덕왕 역 (신라 53대)
- 안형식 : 경명왕 역 (신라 54대)
- 문회원 : 경애왕 역 (신라 55대)
- 안해숙 : 정실왕후 역
- 신귀식 : 경순왕 역 (신라 56대)
- 미상 : 죽방부인
- 이병욱 : 마의태자 역... 그 외 전령(효공왕에게 대야성 전황 보고, 백제 전황 보고), 자객(양길의 수하), 순군부 부장 역
- 양형호 : 김억렴 역
- 조재훈 : 김유렴 역
- 유병준 : 김율 역
- 허현호 : 김대존 역... 그 외 백성(김위홍과 진성여왕을 비판하는 노인) 역
- 한태일 : 조부령 역... 그 외 내관(경애왕을 지키다가 부달한테 살해되는 환관) 역
- 양영준 : 박효렴 역
- 박경득 : 박연식 역
- 윤덕용 : 유염 역
- 강성욱 : 김응겸 역... 그 외 서라벌 상인(왕륭 일행을 맞는 상인) 역

### 후백제 관련인물

#### 후백제의 왕후와 왕족
- 금보라 : 상원부인 박씨 역
- 조민희 : 고비 역
- 전병옥 : 능애 역
- 이광기 : 신검 역 (아역 이풍운) 200회 죽음
- 이영호 : 양검 역 (아역 윤동원)
- 강인기 : 용검 역 (아역 김경호)
- 임경옥 : 국대부인(견훤의 딸, 박영규의 부인) 역
- 전현 : 금강 역 190회 죽음
- 이우석 : 종우 역
- 김준모 : 위흥 역
- 이종박 : 청구 역

#### 후백제의 대신
- 정진 : 능환 역
- 전무송 : 최승우 역 190회의 죽음
- 이계인 : 애술 역
- 임진일 : 신덕 역
- 이정웅 : 공직 역
- 강재일 : 추허조 역
- 유태술 : 김총 역
- 김시원 : 능창 → 수달 역 94회의 죽음
- 임혁주 : 박영규 역
- 오성열 : 박영규의 집사 역
- 유승민 : 효봉 역
- 김명국 : 상귀 역 200회의 전사
- 박철호 : 지훤 역
- 한정국 : 최필 역 182회 전사
- 민경진 : 종훈 역
- 신국 : 영순 역
- 방형주 : 방희 역 91회 전사
- 박유승 : 진호 역 궁예 수하 장교 군사역 (18회)
- 원석연 : 도우 역
- 태민영 → 김원배 : 신강 역
- 신종섭 : 공달 역
- 신원균 : 소달 역 1회 첫 화면 비상하는 새와 마루금 화면 다음 씬 첫 장면 철원성 세작 역 - 태조왕건 오프닝 화면을 제외한 첫 장면 출연자 169회 전사

- 김천만 : 부달 역 169회 전사
- 기정수 : 파달 역
- 최용욱 : 상애 역
- 차기환 : 염흔 역, 금성 포구에서 경보를 검문하는 경비병 역
- 고희준 : 의원 훈겸 역
- 김창봉 : 왕창근 역
- 이재연 : 최승우의 집사 역

#### 상주 세력
- 김성겸 : 아자개 역 199회에서 사망
- 이미지 : 남원부인 역
- 김대환 : 용개 역
- 양재원 : 보개 역
- 박윤선 : 대주도금 (견훤의 여동생)역.
- 유순철 : 상주 의원 역

146회에서 훈겸에게 지렁이 약재를 건네는 도인 역
- 손종범 : 후백제에 투항하는 상주 호족 역

### 후고구려(마진,태봉) 관련인물

#### 후고구려(마진,태봉)의 왕후와 왕족
- 김혜리 : 연화 역 (아역 정후) 116회 죽음
- 미상 : 청광(궁예의 첫째아들) 116회 죽음
- 미상 : 신광(궁예의 둘째아들) 116회 죽음

#### 후고구려(마진,태봉)의 대신
- 김갑수 : 종간 역 (내원) 120회 죽음
- 박상조 : 은부 역 (내군장군) 120회 죽음
- 최운교 : 금대 역 (내군부장)(후삼국 정립 전 금성태수 비장) 120회 죽음
- 김인태 : 아지태 역 102회 죽음
- 오성열 : 입전 역 (그 외 양길의 사자, 박영규의 집사)
- 김명국 : 선장 역
- 이한위 : 진선 역 중반으로 왕충으로 바뀜
- 이도련 : 능달 역 108회 죽음
- 진운성 : 종회 역
- 맹호림 : 도인 설부 역 74회
- 백인철 : 환선길 역
- 이원발 : 환향식 역 (환선길의 아우)
- 이제신 : 부인 이씨 역 환선길 부인
- 최주봉 : 이흔암 역 (환선길의 처남)
- 조재훈 : 임춘길 역
- 하대경 : 왕실 내관 역
- 김희진 : 왕실 궁인 역
- 강태기 : 지리산 도인 역 금산사 주지스님 역
- 윤덕용 : 백락 역 (궁예의 장인가문)
- 김성옥 : 강장자 역 108회죽음
- 박주아 : 백씨부인 역 110회죽음
- 김진오 : 신하 역

#### 군벌 시절 관련인물
철원 세력
- 송영창 : 철원 성주 역 (1회,22회)
- 이계영 : 철원성 부장 역
- 송금식 : 철원성 부장 역 (1회,22회)
- 신원균 : 철원성 전령 역 -오프닝 제외 1회 첫 화면 등장 인물
- 유종근 : 철원성 밖 방어진장 역 (1회,22회)

북원(원주) 세력
- 이치우 : 양길 역
- 김기진 : 명길 역
- 황덕재 : 양길의 첫째사위 역
- 이기철 : 양길의 둘째사위 역
- 류민주 : 양길의 딸 미향(북원 부인) 역
- 이재응 : 효선 역 (궁예와 미향의 아들)

죽주(안성) 세력
- 김윤형 : 기훤 역
- 박승호 : 신훤 역
- 손호균 : 원회 역

### 고려 관련인물

#### 고려의 왕후와 왕족
- 박상아 : 신혜왕후 유씨 역
- 염정아 : 장화왕후 오씨역
- 전미선 : 신명순성왕후 유씨역
- 안정훈 : 왕무 역 (고려 제2대 고려 혜종)
- 정국진 : 왕식렴 역
- 김광영 : 왕신 역 153회에서 죽음

아역
- 서현석, 강민규 : 왕무 아역 (고려 제2대 고려 혜종)
- 이재응 : 왕태 아역
- 진욱 : 왕요 아역 (고려 제3대 고려 정종)
- 조영관 : 왕소 (고려 제4대 고려 광종)

#### 고려의 대신
- 강인덕 : 유금필 역
- 송용태 : 홍술 → 홍유 역
- 신동훈 : 백옥삼 → 배현경 역
- 김형일 : 능산 → 신숭겸 역 161회에서 전사함
- 길용우 : 복사귀 → 복지겸 역
- 김학철 : 박술희 역
- 심우창 : 염상 역
- 최성준 : 이능희 역
- 김하균 : 태평 역 (79회 부터 등장)
- 박지영 : 최지몽 역
- 정태우 : 최응 역
- 최영균 : 서필 역
- 이한위 : 왕충 역
- 김진태 : 박유 역
- 공호석 : 장일 역 (내군부장) 131회에서 전사함
- 김태형 : 신방 역 159회에서 전사
- 민지환 : 김행선 역
- 장순국 : 장수장 역 왕건의집사 무의사부 142회때 전사함
- 김기복 : 김락 역 161회에서전사
- 이계영 : 윤신달 역 79회에서 합류
- 강만희 : 전이갑 역 79회에서 합류하다가 161회에서 공산전투에서 애술장군하고 전사함 전의갑동생
- 권혁호 : 전의갑 역 79회에서 등장 전이갑의형 161회에서 전사
- 조인표 : 김언 역 160회에서 전사
- 김경하 : 추언규 역
- 장기용 : 이치 역
- 김진국 : 김견술 역
- 정하완 : 왕함윤 역
- 박승규 : 원극유 역
- 김봉근 : 박질 역
- 김옥만 : 검식 역 78회~130회 등장
- 오성열 : 입전 역
- 함석훈 : 윤선 역
- 조병기 : 시량 의원 역
- 유재량 : 천부장 역
- 이원종 : 고려 전의 역
- 함석훈 : 예성강 포구 경비대장 역
- 이철민 : 예성강 포구 경비병 역
- 최상길 : 박술희가 보낸 전령 역, 예성강 포구 경비부장역
- 이용진 : 낭떠러지에 떨어진 왕건을 구하는 사내 역, 송악 도성 수비대장 역
- 이승찬 : 송악 도성 수비병 역

### 우산국 관련인물
- 박용식 : 백길 역

### 발해 관련인물
- 김규 : 대광현 역
- 윤용덕 : 신덕 역

### 흑수말갈 관련인물
- 박세범 : 흑수말갈 족장 역
- 조병곤 : 여진족 추장 역
- 이건 : 여진족 추장 역

### 그 외 인물
벽진(성주) 호족
- 김영인 : 이총언 역
- 이재연 : 이영 역

(특별출연)
- 박상규 : 김순식 역

광주 호족
- 김명수 : 왕규 (함규) 역

평주(평산) 호족
- 이신재 : 박지윤 역
- 김경응 : 박수문 역
- 김관기 : 박수경 역

정주(개풍) 호족
- 김진해 : 류천궁 역
- 김석옥 :류천궁의 본처 역
- 윤석오 : 류천궁의 집사장 역

금성(나주) 호족
- 이일웅 : 오다련 역
- 서상익 : 종례 역

충주 호족
- 민욱 : 유긍달 역

조물성(성주) 호족
- 김동석 : 애선 역, 예성강 포구 경비대장역, 파달의 부장 역 142회에서 전사

고창(안동) 호족
- 김창봉 : 권행 역
- 반석진 : 장정필 역
- 이한승 : 김선평 역

북미질부성(영덕) 호족
- 박윤배 : 신달 역

남천연(이천시) 호족
- 이두섭 : 서목 역

#### 송악 호족 시절 관련인물
- 신구 : 고려 세조 왕륭 역 26회에서죽음
- 서우림 : 한씨 역 중도하차
- 장항선 : 왕평달 역 중도하차
- 나한일 : 변사부 역 중도하차
- 박영목 : 마사부 역 중도하차

#### 승려
- 안대용 : 범교 역
- 이대로 : 도선 역
- 서영진 : 경보 역
- 신충식 : 석총 역
- 박병호 : 형미 역
- 곽경환 : 허월 역
- 한태일 : 옥룡사 주지 역
- 강태기 : 금산사 주지 역
- 신용규 : 옥룡사 승려 역
- 조병곤 : 금산사 승려 역

#### 무당
- 김경애 : 무당 역

17화 용왕제 주관 무당

## 캐스팅에 관해
- 최수종(왕건 역) 자리에는 당초 유동근과 유인촌이 물망에 올랐으며, 우여곡절 끝에 최수종으로 결정되었다.[3][4]
- 김혜리(강비 역)는 같은 방송사 TV 소설 <당신> 이후 해당 작품을 통해 안방극장 복귀를 하였는데[5][6] 김혜리가 분한 강비 역에는 강수연, 이영애, 김지수, 이태란, 김혜선, 김혜수 등이 거론되었다.[7] 김혜리의 캐스팅은 방송 한 달 전에야 결정되었다.[8]
- 태조 왕건에 출연한 배우 상당수가 야인시대에도 출연했다.

- 김영철: 태조 왕건 - 궁예, 야인시대 - 중년 김두한
- 전미선: 태조 왕건 - 신명순성왕후 유씨, 야인시대 - 김두한의 생모
- 손호균: 태조 왕건 - 원회, 야인시대 - 상하이박 / 이석재
- 박승호: 태조 왕건 - 신훤, 야인시대 - 미우라
- 전무송: 태조 왕건 - 최승우, 야인시대 - 사이토 마코토
- 손종범: 태조 왕건 - 호족 / 의원, 야인시대 - 나석주
- 이대로: 태조 왕건 - 도선대사, 야인시대 - 염동진
- 김학철: 태조 왕건 - 박술희, 야인시대 - 조병옥
- 임혁주: 태조 왕건 - 박영규, 야인시대 - 장택상
- 문회원: 태조 왕건 - 경애왕, 야인시대 - 김규식
- 김윤형: 태조 왕건 - 기훤, 야인시대 - 여운형
- 송금식: 태조 왕건 - 대야성 장군, 야인시대 - 김후옥
- 나한일: 태조 왕건 - 변사부, 야인시대 - 금강
- 함석훈: 태조 왕건 - 윤선 / 도적 마석두 / 예성강 포구 경비대장, 야인시대 - 황병관
- 오성열: 태조 왕건 - 입전 / 박영규 집사 / 양길 전령, 야인시대 - 김상도
- 기정수 : 파달 역 야인시대 - 단게 이쿠다로

## 참고 사항
- 1999년 11월 10일에 문경세트 고려궁 상량식을 개최하였고, 드라마는 상량식 이후 약 2년만인 2002년 2월 24일에 종영하였다.
- 원래 2000년 1월 1일 첫 방영 예정이었으며 작가 이환경의 전작 용의 눈물 담당 PD였던 김재형이 연출자로 낙점됐다. 그러나 김재형이 수뢰 혐의로 연출에서 손을 떼자[9] KBS는 <왕과 비>를 2000년 3월까지 연장하고 이 과정에서 <왕과 비>는 담당 PD 김종선이 <태조 왕건> 연출자로 발령되어 하차하는 대신 윤용훈-윤창범 공동연출로 변경되었다.[10]
- 강비 역에 강수연, 김혜수, 김지수, 이태란 등이 거론되었으나,[11] 이런저런 사정으로 고사하자 김혜리를 간신히 캐스팅했지만, <용의 눈물>, <왕과 비>에 이어 연달아 투입시켰다는 지적을 받았다.
- 2001년 12월 열린 제 14회 한국방송작가상 드라마 부문의 영예를 안았는데[12] 역대 한국방송작가상 드라마 부문 수상작 중 유일한 사극이었으나 SBS <녹두꽃>이 2019년 12월 열린 제 32회 한국방송작가상 드라마 부문 수상의 영예를 안아[13] 역대 두 번째 사극 수상작이 됐다.
- 한편, 당초 2001년 12월 말 끝낼 계획이었지만 후속작으로 기획된 <제국의 아침>의 주연급 연기자 캐스팅 문제로 인해 2002년 2월 막을 내렸다.[14]
- 금강이 화살에 박힌 눈알을 뽑아서 삼켜먹는 장면을 내보내 방송위원회로부터 경고를 받았다.[15]
- 2001년 9월 29일과 같은 달 30일 방송분에서는 견훤의 포석정 습격 장면 등을 내보냈는데 이 과정에서 지나치게 역사를 왜곡시켰다는 지적이 있었다.[16]
- 한국 녹차의 효시를 보성군인 것처럼 표현한 극중 대사 문제로 하동군의 한 주민으로부터 정정보도와 손배소를 당하기도 했다.[17]
- 태조 왕건과 야인시대는 동일한 인물인 이환경이 극본을 쓰고 제작하였다.
- 궁예가 애꾸눈에 대머리라 엄청난 인기를 끌었다. 스트리트 파이터라는 비디오 게임에 등장하는 사가트와 외모가 유사해서 화제가 되었다.

## 수상 경력
- 2000년 KBS 연기대상
  - 대상 김영철
  - 남자 조연상 김학철
  - 우정상 기정수
  - 시청자가 뽑은 올해의 드라마상
- 2001년 제37회 백상예술대상 TV부문 남자 최우수연기상 김영철
- 2001년 제28회 한국방송대상
  - 작가상 이환경
  - 탤런트상 김영철
- 2001년 제14회 한국방송작가상 드라마 부문상 이환경
- 2001년 KBS 연기대상
  - 대상 최수종
  - 남자 최우수연기상 서인석
  - 남자 우수연기상 김갑수
  - 여자 우수연기상 김혜리
  - 남자 조연상 정태우
  - 남자 신인상 이광기
  - 작가상 이환경
  - 공로상 김인태
- 2002년 제38회 백상예술대상 TV부문 대상
- 2002년 제29회 한국방송대상
  - 촬영상 우성주
  - 미술상 최민식